# Trinculo
Trinculo (također Uran XXI) je prirodni satelit planeta Uran, iz grupe vanjskih nepravilnih satelita, s oko 18 kilometara u promjeru i orbitalnim periodom od 749.24 dana.